# Margitta Gummel
Margitta Gummel (* 29. Juni 1941 in Magdeburg als Margitta Helmbold; † 26. Januar 2021 in Wietmarschen) war eine deutsche Leichtathletin und Olympiasiegerin von 1968, die in den 1960er- und 1970er-Jahren zu den weltbesten Kugelstoßerinnen gehörte.

## Leben
Sie startete bei den Olympischen Spielen 1964 in Tokio und wurde mit 16,91 m Fünfte. Bei den ersten Europäischen Hallenspielen gewann sie 1966 in Dortmund mit 17,30 m Gold und bei den Europameisterschaften in Budapest im selben Jahr Silber (17,05 m). Im Jahr darauf belegte sie beim Europacup in Kiew den zweiten Platz (17,66 m). In Havanna verbesserte sie in diesem Jahr den DDR-Rekord auf 17,69 m.
Im September 1968 verbesserte Margitta Gummel den DDR-Rekord zunächst auf 18,43 m und stieß kurz danach mit 18,87 m Weltrekord. Im Oktober gewann sie bei den Olympischen Spielen in Mexiko-Stadt die Goldmedaille. In ihrem olympischen Wettkampf gelangen ihr zwei weitere Weltrekorde: Mit 19,07 m und 19,61 m (aufgestellt am 20. Oktober 1968) war sie die erste Frau, die die 19-Meter-Marke übertraf. Damit hatte Margitta Gummel im Alter von 27 Jahren ihre persönliche Bestleistung innerhalb eines Jahres um fast zwei Meter gesteigert. Im selben Jahr wurde sie zur DDR-Sportlerin des Jahres gewählt.
Ihre größte Rivalin war Nadeschda Tschischowa (UdSSR). Hinter ihr wurde sie 1966, 1969 und 1971 jeweils Zweite bei den Europameisterschaften. Am 11. September 1969 gelang Margitta Gummel in Berlin mit einer Weite von 20,11 m ein weiterer Weltrekord, den aber Nadjeschda Tschischowa fünf Tage später verbesserte. Und auch bei den Olympischen Spielen 1972 in München gewann Margitta Gummel hinter ihr Silber.
Ab 1959 startete Margitta Gummel für den SC DHfK Leipzig und trainierte bei Karl-Heinz Bauersfeld. In den nach der Wende öffentlich gewordenen Unterlagen zum Doping in der DDR fanden sich auch Dopingdosierungen von ihr.
Nach den Olympischen Spielen 1972 trat sie vom aktiven Sport zurück. Sie wurde 1976 Mutter einer Tochter; 1977 promovierte sie. Sie war zunächst in einem Sport-Forschungsinstitut in Leipzig tätig und arbeitete später als Sportfunktionärin im DTSB-Bundesvorstand und im DVfL (Deutscher Verband für Leichtathletik der DDR) sowie nach dem Ende der DDR bis 1993 beim Landessportbund Brandenburg. Sie gehörte dem NOK der DDR und bis 1993 dem NOK für Deutschland an. Danach zog sie nach Bad Bentheim.
Margitta Gummel starb in Wietmarschen im Alter von 79 Jahren nach langer Krankheit.

## Auszeichnungen (Auswahl)
- 1968: Vaterländischer Verdienstorden in Silber
- 1972: Vaterländischer Verdienstorden in Gold

## Darstellung Margitta Gummels in der bildenden Kunst
- Petra Flemming: Margitta Gummel (Mischtechnik, 1976/1977)[4]